# Albert Crémieux (médecin)
Pour les articles homonymes, voir Albert Crémieux et Crémieux.
Albert Crémieux, né le 18 mai 1895 à Marseille et mort le 24 août 1963 dans la même ville, est un médecin français, professeur de Neuropsychiatrie à la Faculté de médecine de Marseille, spécialiste en psychiatrie infantile.
Membre titulaire de la société médico-psychologique et de L'Évolution psychiatrique.

## Biographie

### Enfance et formation
Albert Ernest Moïse Crémieux naît à Marseille (Bouches-du-Rhône) le 18 mai 1895. Il est le fils d'Édouard Salomon Crémieux et d'Edith Adrienne Sarah Esther Padova, dite Édith Crémieux. Édith Crémieux est née le 30 janvier 1870, à Marseille. Il a un frère, Henri Gustave Élie, né en 1896.
Albert fait ses études secondaires au lycée Thiers, où il eut pour condisciples notamment Marcel Pagnol et Marcel Brion.

### Carrière professionnelle
Albert Crémieux est interne des hôpitaux en 1920, docteur en médecine en 1922. Il est chef de clinique à la faculté de médecine en psychiatrie.

### Les deux Guerres mondiales
Albert Crémieux combat pendant la Grande Guerre comme infirmier sur le front d'Orient puis médecin de bataillon au 54e régiment d'infanterie.
Il est de nouveau mobilisé en 1939 et fait la campagne de France en 1940. Il est membre de la Légion française des combattants.
En octobre 1942, il est rapporteur du sujet de psychiatrie sur l'anorexie mentale au Congrès de Montpellier.

### Déportation
Arrêté par la Gestapo comme Juif le 11 avril 1944, Albert Crémieux est déporté de Drancy vers Auschwitz, par le convoi n° 72, en date du 29 avril 1944, avec ses parents Édouard et Édith, qui seront assassinés tous les deux à leur arrivée à Auschwitz. Albert sera ensuite transféré à Buchenwald, d'où il est libéré en 1945, un an jour pour jour après son arrestation.

### Retour de déportation
De retour de déportation, il reprend ses activités professionnelles.
Crémieux avait été chargé de cours d'hygiène mentale à la Faculté de médecine de Marseille dans l'entre-deux-guerres; après guerre, il y enseigne la neuropsychiatrie et la prophylaxie mentale. Rapporteur au Congrès de Londres en 1948 (L'Agressivité de l'enfant), associé à un rapport sur le trouble du caractère chez l'enfant au premier Congrès mondial de psychiatrie à Paris en 1950.
En 1952, il est reçu au concours d'agrégation de neurologie et psychiatrie. Crémieux devient ainsi professeur de neuropsychiatrie à la Faculté de médecine de Marseille.
On lui doit plusieurs importantes publications sur la psychopathologie infantile (voir bibliographie ci-dessous). En 1958, il succède dans la chaire de Clinique de Neurologie et de Psychiatrie au professeur Poursines
Il meurt à Marseille le 24 août 1963.

## Distinction
Albert Crémieux est décoré de la croix de guerre 1914-1918, nommé chevalier de la Ordre national de la Légion d'honneur le 13 décembre 1938 et promu officier du même ordre en mai 1951.
- Croix de guerre 1914–1918
- Chevalier de la Légion d'honneur
- Officier de la Légion d'honneur

## Hommage
Un prix Albert-Crémieux d'un montant de 50 000 francs a été créé en 1986. Il récompense l'auteur d'un travail de recherche clinique ou biologique une année sur deux en psychiatrie et l'autre année en neurologie.